# Berliet AB
Der Berliet AB war ein mittlerer französischer Lastkraftwagen aus der Zeit vor dem Ersten Weltkrieg.

## Geschichte, Technik
Der Berliet AB wurde von etwa 1908 bis 1911 gebaut.
Er hatte einen wassergekühlten Vierzylindermotor mit einem Hubraum von 3770 cm³, Bohrung 100 mm, Hub 120 mm. Der Motor leistete 22 effektive PS bei 1000/min. Das Getriebe hatte drei, bei Omnibussen vier Vorwärtsgänge, dazu einen Rückwärtsgang. Der Radstand betrug 3,70 m. Die Vollgummireifen maßen 900 × 120 mm oder 930 × 120 mm. Der Antrieb auf die Hinterachse erfolgte über Ketten.
Die Fahrzeuge mit Omnibusaufbau boten Platz für 12 bis 16 Personen.